# Uvaria gracilipes
Uvaria gracilipes este o specie de plante angiosperme din genul Uvaria, familia Annonaceae, descrisă de N. Robson. Conform Catalogue of Life specia Uvaria gracilipes nu are subspecii cunoscute.